# Pranavananda

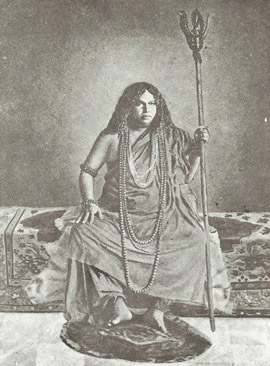
Swami Pranavananda

Acharya Pranavananda, auch Yugacharya Srimat Swami Pranavananda Ji Maharaj (* 19. Januar 1896, dem 16. Magha 1302, in Bajitpur, Provinz Bengalen im Kaiserreich Indien, heute District Dhaka, heute Bangladesch; † 8. Januar 1941 in Kalkutta) war ein hinduistischer Swami und Gründer der hinduistischen Organisation Bharat Sevashram Sangha.

## Leben
Pranavananda fiel bereits in der Dorfschule auf durch seine kontemplative Art und seine Bemühungen anderen Menschen zu helfen. 1913 ging er nach Gorakhpur im heutigen indischen Bundesstaat Uttar Pradesh, wo er sehr bald in die Spiritualität des Hinduismus eingewiesen wurde. In den folgenden Jahren begründete er eine Mission, welche sowohl Notleidenden soziale Hilfen zukommen ließ, als auch die Ideen des traditionellen Hinduismus verbreitete.
Am Tag des Vollmonds im Monat Magha des hinduistischen Kalenders des Jahres 1917 gründete Pranavananda Bharat Sevashram Sangha, die unter anderem das Ziel hatte, ein gestärktes Indien aufzubauen. Diesem Ziel dienten und dienen bis heute (2012) zahlreiche Zentren für Kleinstindustrie (cottage industries), Klosterschulen, Elementarschulen und Krankenstationen sowohl in städtischen als auch in ländlichen Bereichen Indiens. Stationen der Organisation wurden auch im Ausland gegründet. Mitglieder der Organisation werden jedoch hauptsächlich in Indien tätig, wo sie durch ihre safrangelbe Kleidung und die indischen Turbane auffallen. In Fällen von Naturkatastrophen, Hungersnöten und Epidemien sind Mitglieder der Organisation ebenso tätig, wie zum Beispiel, wenn notwendig, bei der Regelung von chaotischen Verkehrssituationen. Die Organisation betreibt unter anderem auch gemeinnützige Kliniken, Krankenhäuser und Pensionen und hilft dort Menschen ohne Ansehen von Religion, Kaste oder Stand.
Pranavananda bereiste viele Gebiete Indiens und machte eine Wallfahrt zum Kailash in Tibet. Er sympathisierte mit der indischen Freiheitsbewegung der 1920er und 1930er Jahre. Seine Lehren sind mit dem Titel Sangha Geeta kodifiziert worden. Dort werden unter anderem Regeln zum Erreichen der Selbstverwirklichung vorgezeichnet und Ideale wie Opferbereitschaft, Selbstbeherrschung, Wahrheitsliebe und Zurückhaltung herausgestellt sowie Eigenschaften wie Faulheit, Schläfrigkeit oder Lust angeprangert.
Nach seinem Tode in Kalkutta wurde Pranavananda in seine Geburtsstadt zurückgebracht und dort in seinem bereits fertiggestellten Mausoleum zur letzten Ruhe gebettet.

## Trivia
Im März 2012 weihte die Indian Railways in Garia, Kolkata einen Haltepunkt, den Pranavananda Halt, als Umsteigestation zur Station Kavi Subhash der Kolkata Metropolitan Railway ein, die durch eine Unterführung zu erreichen ist.

## Veröffentlichungen
- Exploration in Tibet with a foreword by S. P. Chatterjee, University of Calcutta, Kalkutta 1939.
  - in Hindi: Kailāsa-mānasarovara, 1943? und Englisch: League, Kalkutta 1949.
- The Prophet of the Age. Bharat Sevashram Sangha, Kalkutta ohne Datum.
- The Sangha-Geeta. Bharat Savashram Sangha, Kalkutta 1967.
- Śribhagavadgita, 1973.
- Treatise on Sricakra. Sri Svami Pranavananda Trust, Yenugula Mahal, East Godavari District, Andhra Pradesh, Indien 1992.